# US-amerikanische Meisterschaften im Sommerbiathlon 2008
Die US-amerikanische Meisterschaften im Sommerbiathlon wurden vom 18. bis 20. Juli 2008 in Whitetail Preserve, Pennsylvania ausgetragen. Die Wettkämpfe waren zugleich Qualifikation für die Sommerbiathlon-Weltmeisterschaften 2008 in Haute-Maurienne. Ausgetragen wurden jeweils Wettbewerbe im Crosslauf-Sprint, der Verfolgung und dem Massenstart für Frauen und Männer. Die Meisterschaften auf Rollski wurden bei separaten Titelkämpfen ausgetragen.
Für die WM-Qualifikation wurden die Ergebnisse in Prozente umgerechnet. Nach diesem Schlüssel qualifizierten sich bei den Männern Douglas Hoover, Patrick Bragassa, Danny Fink und Keith Woodward für die WM. Bei den Junioren startete Anthony Rizzo. Bei den Frauen hatten sich Stephanie Blackstone und bei den Juniorinnen Molly Susla qualifiziert.

## Männer

### Massenstart km
| Platz | Name                | Fehler  | Zeit  |
| ----- | ------------------- | ------- | ----- |
| 1     | Douglas Hoover      | 2-2-2-2 | 30:36 |
| 2     | Danny Fink          | 2-4-3-3 | 31:20 |
| 3     | Patrick Bragassa    | 3-4-3-5 | 31:52 |
| 4     | Anthony Rizzo       | 5-5-5-4 | 33:17 |
| 5     | David Greenberg     | 3-3-2-3 | 34:18 |
| 6     | Keith Woodward      | 3-5-2-3 | 34:31 |
| 7     | Christopher Fischer | 4-4-5-3 | 34:56 |
| 8     | Gary Brackett       | 2-2-2-2 | 35:22 |
| 9     | Zbysek Skrabal      | 2-0-2-2 | 36:08 |
| 10    | Steve Beck          | 4-4-4-4 | 36:50 |

Datum: 18. Juli 2009

Am Start waren 27 Läufer, von denen 26 das Rennen beendeten.

### Sprint 4 km
| Platz | Name                | Fehler | Zeit  |
| ----- | ------------------- | ------ | ----- |
| 1     | Patrick Bragassa    | 1-4    | 18:20 |
| 2     | Keith Woodward      | 1-1    | 18:24 |
| 3     | Danny Fink          | 0-4    | 18:30 |
| 4     | Douglas Hoover      | 3-1    | 18:50 |
| 5     | Alden Sims          | 0-3    | 19:06 |
| 6     | Christopher Fischer | 4-3    | 19:08 |
| 7     | Steve Beck          | 5-3    | 20:25 |
| 8     | David Greenberg     | 4-4    | 20:34 |
| 9     | Anthony Rizzo       | 3-4    | 20:58 |
| 10    | Gary Brackett       | 4-2    | 21:17 |

Datum: 19. Juli 2009

Am Start waren 27 von 29 gemeldeten Läufern.

### Verfolgung 6 km
| Platz | Name                | Fehler  | Zeit  |
| ----- | ------------------- | ------- | ----- |
| 1     | Douglas Hoover      | 0-1-4-1 | 29:51 |
| 2     | Patrick Bragassa    | 1-4-3-3 | 30:51 |
| 3     | Danny Fink          | 3-4-3-1 | 30:56 |
| 4     | Keith Woodward      | 2-4-4-2 | 32:05 |
| 5     | Anthony Rizzo       | 2-4-1-4 | 32:53 |
| 6     | Christopher Fischer | 5-4-4-3 | 33:42 |
| 7     | Steve Beck          | 5-5-3-3 | 35:15 |
| 8     | Alden Sims          | 1-2-5-3 | 35:27 |
| 9     | David Greenberg     | 4-4-5-2 | 35:54 |
| 10    | Gary Brackett       | 4-2-4-3 | 36:12 |

Datum: 20. Juli 2009

Am Start waren 22 von 25 gemeldeten Läufern.

## Frauen

### Massenstart 5 km
| Platz | Name                     | Fehler  | Zeit  |
| ----- | ------------------------ | ------- | ----- |
| 1     | Stephanie Blackstone     | 2-1-5-4 | 29:58 |
| 2     | Molly Susla              | 4-3-5-1 | 33:28 |
| 3     | Katie Sick               | 2-3-4-3 | 34:21 |
| 4     | Kaitlyn Bernard          | 3-2-2-2 | 34:48 |
| 5     | Erin Graham              | 3-2-1-1 | 36:29 |
| 6     | Ann Sick                 | 3-3-4-2 | 36:41 |
| 7     | Tracy Dooley             | 4-2-3-2 | 37:31 |
| 8     | Patricia Zerfas          | 3-4-3-5 | 37:49 |
| 9     | Christine Prorock-Rogers | 4-3-3-2 | 40:09 |
| 10    | Hannah Sick              | 4-5-4-5 | 41:57 |

Datum: 18. Juli 2009

Am Start waren 18 Läuferinnen.

### Sprint 3 km
| Platz | Name                     | Fehler | Zeit  |
| ----- | ------------------------ | ------ | ----- |
| 1     | Molly Susla              | 2-3    | 18:12 |
| 2     | Ann Sick                 | 1-3    | 19:19 |
| 3     | Tracy Dooley             | 1-5    | 19:22 |
| 4     | Kaitlyn Bernard          | 2-4    | 19:32 |
| 5     | Katie Sick               | 4-4    | 19:46 |
| 6     | Hilary Saucy             | 4-2    | 19:56 |
| 7     | Patricia Zerfas          | 2-5    | 20:05 |
| 8     | Erin Graham              | 1-3    | 20:22 |
| 9     | Christine Prorock-Rogers | 2-4    | 21:23 |
| 10    | Lorna Humphries          | 5-4    | 21:24 |

Datum: 19. Juli 2009

Am Start waren 19 Läuferinnen.

### Verfolgung 5 km
| Platz | Name                     | Fehler  | Zeit  |
| ----- | ------------------------ | ------- | ----- |
| 1     | Molly Susla              | 3-3-5-4 | 31:19 |
| 2     | Tracy Dooley             | 1-4-4-3 | 33:03 |
| 3     | Stephanie Blackstone     | 3-3-3-2 | 34:31 |
| 4     | Ann Sick                 | 2-1-4-3 | 35:47 |
| 5     | Kaitlyn Bernard          | 3-3-3-4 | 35:52 |
| 6     | Erin Graham              | 3-2-2-3 | 36:29 |
| 7     | Patricia Zerfas          | 4-3-3-3 | 36:44 |
| 8     | Katie Sick               | 3-5-4-5 | 36:48 |
| 9     | Christine Prorock-Rogers | 4-4-3-2 | 39:31 |
| 10    | Hilary Saucy             | 5-3-2-1 | 39:46 |

Datum: 20. Juli 2009

Stephanie Blackstone verbesserte sich vom 15. Startplatz (da sie nicht im Sprint startete, musste somit vom letzten Platz aus antreten) auf den dritten Rang.